# Chorinea amazon
Espèce
Synonymes
- Zeonia amazon Saunders, 1859

Chorinea amazon est une espèce d'insectes lépidoptères (papillons) de la famille des Riodinidae et du genre Chorinea.

## Dénomination
L'espèce Chorinea amazon a été décrite par William Wilson Saunders en 1859 sous le protonyme de Zeonia amazon,.

## Liste des sous-espèces
Selon BioLib (10 janvier 2021) :
- Chorinea amazon amazon ; présent au Brésil
- Chorinea amazon antoniana Brévignon, 1998 ; présent en Guyane

### Nom vernaculaire
Il se nomme Amazon Angel en anglais.

## Description
Chorinea amazon est un papillon aux ailes transparences nacrées ou bleutées, bordées de noir et largement marquées de veines noires avec à chaque aile postérieure une longue queue et une marque anale rouge. Son envergure est d'environ 38 mm pour le mâle et 44 mm pour la femelle,.

## Biologie
Sa biologie est peu connue.

## Écologie et distribution
Chorinea amazon est présent en Guyane, au Guyana, au Surinam, en Équateur, au Brésil et au Pérou,.

### Biotope
Il réside dans la forêt amazonienne.

### Protection
Pas de statut de protection particulier.

## Publication originale
- (en) William Wilson Saunders, « On the Genus Erycina, Linn., with Descriptions of some New Species », Transactions of the Entomological Society of London, Londres, new, vol. 10,‎ 1859, p. 94-110 (ISSN 2053-2520, lire en ligne, consulté le 10 janvier 2021).